# НБА такмичење у вештинама
НБА такмичење у вештинама (енгл. NBA Skills Challenge) део је суботњег програма НБА ол-стар викенда. Такмичење је уведено 2003. године на Ол-стар викенду у Атланти.

## Победници
| Година | Домаћин                    | Победник                      | Тим                                      | Време     |
| ------ | -------------------------- | ----------------------------- | ---------------------------------------- | --------- |
| 2003.  | Атланта, Џорџија           | Џејсон Кид                    | Њу Џерзи нетси                           | 35,1 сек. |
| 2004.  | Лос Анђелес, Калифорнија   | Барон Дејвис                  | Њу Орлеанс хорнетси                      | 31,6 сек. |
| 2005.  | Денвер, Колорадо           | Стив Неш                      | Финикс санси                             | 25,8 сек. |
| 2006.  | Хјустон, Тексас            | Двејн Вејд                    | Мајами хит                               | 26,1 сек. |
| 2007.  | Лас Вегас, Невада          | Двејн Вејд (2)                | Мајами хит (2)                           | 26,4 сек. |
| 2008.  | Њу Орлеанс, Луизијана      | Дерон Вилијамс                | Јута џез                                 | 25,5 сек. |
| 2009.  | Финикс, Аризона            | Дерик Роуз                    | Чикаго булси                             | 35,3 сек. |
| 2010.  | Арлингтон, Тексас          | Стив Неш (2)                  | Финикс санси (2)                         | 29,9 сек. |
| 2011.  | Лос Анђелес, Калифорнија   | Стефен Кари                   | Голден Стејт вориорси                    | 28,2 сек. |
| 2012.  | Орландо, Флорида           | Тони Паркер                   | Сан Антонио спарси                       | 32,8 сек. |
| 2013.  | Хјустон, Тексас            | Дејмијан Лилард               | Портланд трејлблејзерси                  | 29,8 сек. |
| 2014.  | Њу Орлеанс, Луизијана      | Дејмијан Лилард (2) Треј Берк | Портланд трејлблејзерси (2) Јута џез (2) | 45,2 сек. |
| 2015.  | Њујорк Сити, Њујорк        | Патрик Беверли                | Хјустон рокетси                          | —         |
| 2016.  | Торонто, Онтарио           | Карл-Ентони Таунс             | Минесота тимбервулвси                    | —         |
| 2017.  | Њу Орлеанс, Луизијана      | Кристапс Порзингис            | Њујорк никси                             | —         |
| 2018.  | Лос Анђелес, Калифорнија   | Спенсер Динвиди               | Бруклин нетси (2)                        | —         |
| 2019.  | Шарлот, Северна Каролина   | Џејсон Тејтум                 | Бостон селтикси                          | —         |
| 2020.  | Чикаго, Илиноис            | Бам Адебајо                   | Мајами хит (3)                           | —         |
| 2021.  | Атланта, Џорџија           | Домантас Сабонис              | Индијана пејсерси                        | —         |
| 2022.  | Кливленд, Охајо            | Џарет Ален                    | Кливленд кавалирси                       | —         |
| 2022.  | Кливленд, Охајо            | Даријус Гарланд               | Кливленд кавалирси                       | —         |
| 2022.  | Кливленд, Охајо            | Еван Мобли                    | Кливленд кавалирси                       | —         |
| 2023.  | Солт Лејк Сити, Јута       | Вокер Кеслер                  | Јута џез (3)                             | —         |
| 2023.  | Солт Лејк Сити, Јута       | Џордан Кларксон               | Јута џез (3)                             | —         |
| 2023.  | Солт Лејк Сити, Јута       | Колин Секстон                 | Јута џез (3)                             | —         |
| 2024.  | Индијанаполис, Индијана    | Бенедикт Матурин              | Индијана пејсерси (2)                    | —         |
| 2024.  | Индијанаполис, Индијана    | Мајлс Тарнер                  | Индијана пејсерси (2)                    | —         |
| 2024.  | Индијанаполис, Индијана    | Тајрис Халибертон             | Индијана пејсерси (2)                    | —         |
| 2025.  | Сан Франциско, Калифорнија | Донован Мичел                 | Кливленд кавалирси (2)                   | —         |
| 2025.  | Сан Франциско, Калифорнија | Еван Мобли (2)                | Кливленд кавалирси (2)                   | —         |

- [1]

Легенда:
|  | Активни кошаркаши                                    |
|  | Кошаркаши који су примљени у Кошаркашку Кућу славних |